# شل راک (آیووا)
شل راک (به انگلیسی: Shell Rock) شهری در ایالت آیووا کشور ایالات متحده آمریکا است که جمعیت آن در سرشماری سال ۲۰۱۰ میلادی، ۱٬۲۹۶ نفر بوده‌است.